# Phyllobates lugubris
Vous lisez un « bon article » labellisé en 2017.
Espèce
Synonymes
- Dendrobates lugubris Schmidt, 1857
- Phyllobates beatriciae Barbour & Dunn, 1921

Statut de conservation UICN

 LC  : Préoccupation mineure
Statut CITES
Phyllobates lugubris est une espèce d'amphibiens de la famille des Dendrobatidae, qui vit au Costa Rica, au Nicaragua et au Panama. Elle est appelée « Phyllobate lugubre » en français. Cet anoure, qui peut atteindre jusqu'à 24 mm, se rencontre dans la litière des forêts humides de plaine et aux abords de celles de basse altitude, comprise entre 10 et 650 m.
Phyllobates lugubris a été étudiée et décrite pour la première fois en 1857 par le naturaliste allemand Eduard Oscar Schmidt. L'Union internationale pour la conservation de la nature (UICN) considère qu'il s'agit d'une « espèce de préoccupation mineure » (catégorie LC). Néanmoins, son habitat est menacé par plusieurs facteurs tels que le déboisement et l'emploi de divers engrais, pesticides et produits polluants. Comme toutes les grenouilles du genre Phyllobates, elle stocke dans les glandes de sa peau de la batrachotoxine, une des substances les plus toxiques au monde. Cependant, elle en contient bien moins que Phyllobates terribilis (l'espèce la plus toxique de ce genre), les quantités de cet alcaloïde stéroïdien pouvant même ne pas être détectables parmi plusieurs populations du Panama et du Costa Rica.

## Description

### Aspects physiques
Phyllobates lugubris est une grenouille de petite taille, les mâles adultes pouvant mesurer, du museau au cloaque, entre 18,5 et 21 mm tandis que la taille des femelles varie généralement de 20 à 24 mm. Outre cette légère différence de taille, il ne semble pas y avoir d'autres signes externes de dimorphisme sexuel entre les deux sexes.
La peau de Phyllobates lugubris est légèrement granuleuse sur le dos, au niveau de l'abdomen, sur la surface dorsale des membres et sur la surface ventrale des cuisses. La coloration de cette grenouille est dite aposématique car elle a des couleurs vives alertant ses prédateurs potentiels de sa toxicité. Cet amphibien, dont la couleur de fond de la peau est noire, a deux fines bandes dorso-latérales qui vont du croupion, au-dessus de la base des cuisses, jusqu'au museau. Ces bandes peuvent être de couleur jaune doré, orange doré ou orange, voire turquoise. Les flancs sont parsemés de taches bleu vif, bleu verdâtre ou blanc verdâtre tandis que la face ventrale est mouchetée de bleu ou de blanc bleuâtre. La couleur des membres, mouchetés de noir, est variable : elle peut être bronze-orange, orange verdâtre ou bronze-brun. La tête est plus longue que large, avec un museau arrondi et tronqué. Cette espèce a de grands yeux, dont les iris sont jais noir ou brun foncé, ce qui les rend difficiles à distinguer en raison de la couleur foncée de la tête. Il y a également, sous chaque œil, une fine bande de couleur pâle qui longe la lèvre supérieure jusqu'à la base des membres antérieurs. La gorge porte une tache brun foncé ou noire. Les dents sont présentes sur les arcs maxillaire et prémaxillaire de la bouche.
Les têtards de Phyllobates lugubris sont également de petite taille, atteignant 24 millimètres de longueur totale. La queue représente, à elle seule, 58 % de toute la longueur du têtard. Ils ont un corps aplati dorsoventralement, de couleur brun foncé, à l'exception du ventre qui est brun clair. Ils ont un museau arrondi avec des narines latérales et des yeux dorsolatéraux.
Phyllobates lugubris ressemble à une autre espèce de grenouille, Pristimantis gaigei. Cette dernière, qui n'est pas toxique, imite l'apparence de P. lugubris en ayant deux bandes rouges le long du corps, ce qui permet de repousser les prédateurs. Ces deux espèces sont, par ailleurs, sympatriques. Phyllobates lugubris ressemble également à Phyllobates vittatus mais cette dernière, plus grande, a des bandes dorso-latérales plus larges et ses membres antérieurs sont toujours de couleur bleu-vert.

Espèces visuellement proches de Phyllobates lugubris
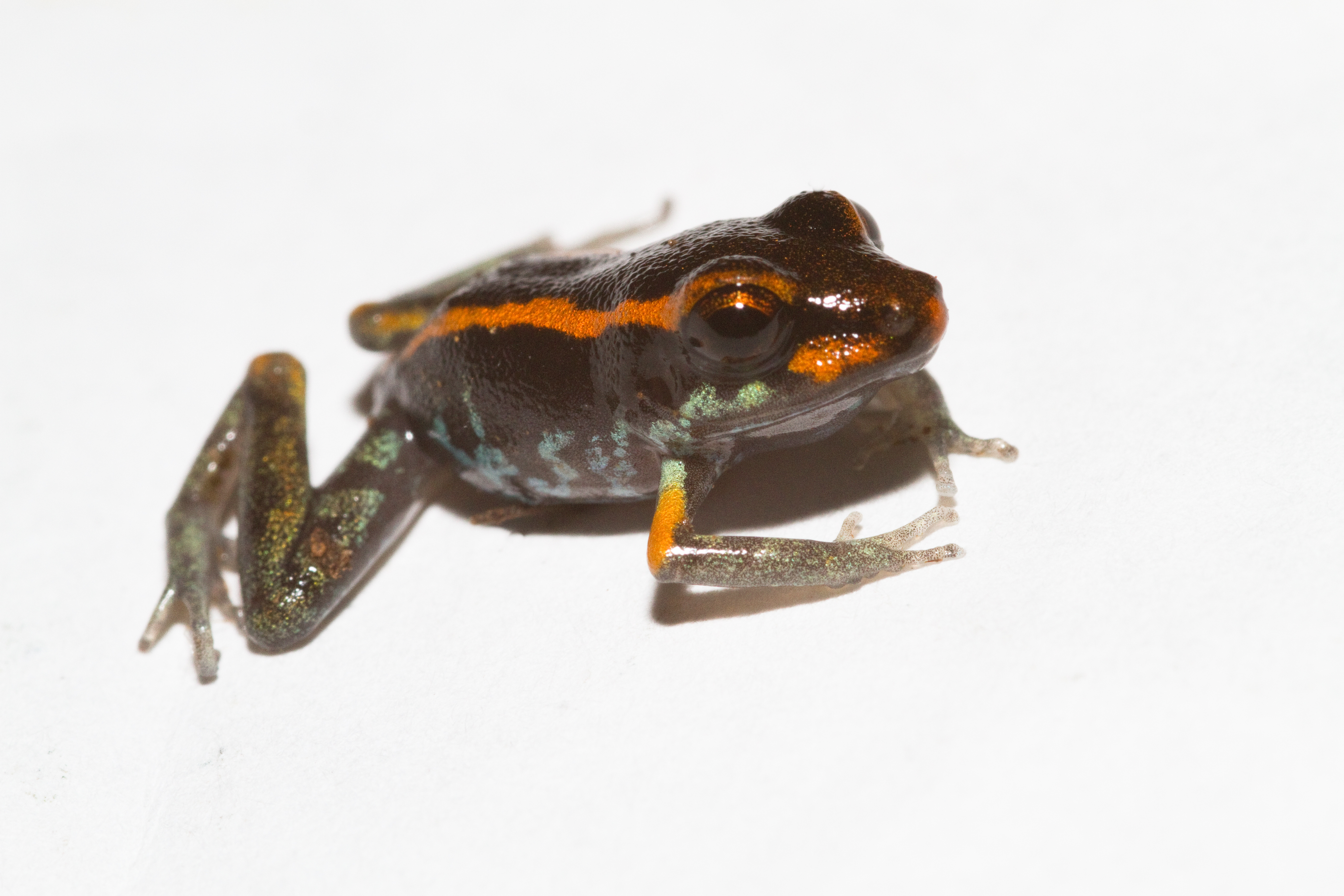
Pristimantis gaigei
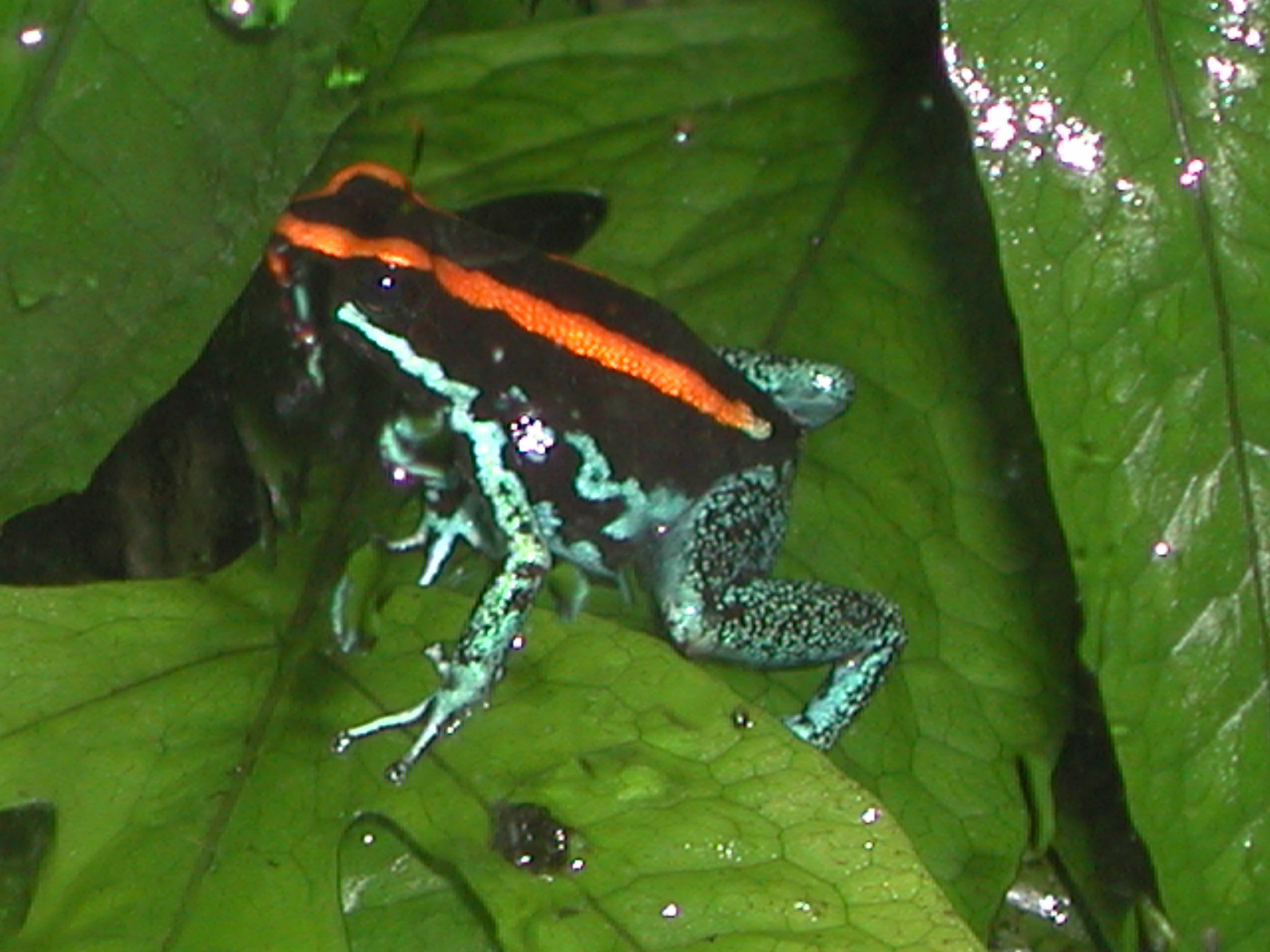
Phyllobates vittatus

### Toxicité
Chez les batraciens, les batrachotoxines sont présentes chez les seules grenouilles du genre Phyllobates. Ces alcaloïdes stéroïdiens sont sécrétés par la peau de la grenouille lorsque celle-ci est en état de stress,. La batrachotoxine empêche les nerfs de transmettre des impulsions nerveuses, laissant les muscles dans un état de relâchement et pouvant ainsi entraîner une insuffisance cardiaque ou une fibrillation. Chez les grenouilles de la famille des Dendrobatidae, ce poison est un mécanisme d'autodéfense et ne sert donc pas à tuer leurs proies. La peau de Phyllobates lugubris contient peu d'alcaloïdes. Chez certaines populations de Phyllobates lugubris du Panama et du Costa Rica, les quantités de batrachotoxines peuvent même ne pas être détectables,.
|                        | Batrachotoxine (µg) | Homobatrachotoxine (µg) | Batrachotoxinine A (µg) |
| Phyllobates aurotaenia | 20                  | 10                      | 50                      |
| Phyllobates bicolor    | 20                  | 10                      | 50                      |
| Phyllobates terribilis | 500                 | 300                     | 200                     |
| Phyllobates vittatus   | 0,2                 | 0,2                     | 2                       |
| Phyllobates lugubris   | 0,2                 | 0,1                     | 0,5                     |

Contrairement à certaines grenouilles australiennes du genre Pseudophryne de la famille des Myobatrachidae qui peuvent biosynthétiser leur propre alcaloïde (la pseudophrynamine), la toxicité de Phyllobates lugubris semble être due à la consommation d'arthropodes, en particulier d'insectes. Certains scientifiques supposent que l'insecte responsable du processus de synthèse qui rend la grenouille toxique est un petit coléoptère du genre Choresine de la famille cosmopolite des Melyridae ; en effet, cet insecte recèle cette toxine. Ce poison extrêmement létal est très rare. La batrachotoxine, qui est stockée dans les glandes de la peau des grenouilles du genre Phyllobates à des degrés divers,, a également été retrouvée dans les plumes et la peau de cinq oiseaux toxiques de la Papouasie-Nouvelle-Guinée (le Pitohui bicolore, le Pitohui variable, le Pitohui huppé, le Pitohui noir et l'Ifrita de Kowald). Les spécimens nés et élevés en captivité ne sont pas toxiques, les toxines étant normalement partiellement acquises à partir de leurs sources alimentaires habituelles, telles que les fourmis, les acariens et les coléoptères. Cependant, les toxines persistent chez les grenouilles à l'état sauvage qui ont été capturées, même lorsqu'elles sont maintenues en captivité.

## Écologie et comportement
Phyllobates lugubris est une grenouille terrestre et diurne. Elle n'a pas un comportement territorial. Elle atteint sa maturité sexuelle vers dix mois et peut vivre jusqu'à l'âge de dix ans. Cette grenouille se déplace principalement par une série de sauts courts, en alternance avec de la marche. Très active, elle chante notamment le matin et le soir, lorsque l'humidité de l'air est plus élevée. Le chant de cet amphibien a une fréquence dominante supérieure à 2 000 Hz, tout comme celui de Phyllobates aurotaenia, Phyllobates bicolor et Phyllobates vittatus, celle de Phyllobates terribilis étant inférieure à 1 900 Hz. À l'état sauvage, Phyllobates lugubris se nourrit principalement de proies invertébrées telles que les fourmis et les araignées.
Lors de la période de reproduction durant la saison des pluies, le mâle émet un chant afin d'attirer la femelle, généralement à partir d'un endroit avec une faible visibilité tel qu'un point d'eau entouré par une végétation épaisse. Le chant, qui ressemble au bruit que produit une main frottant un ballon de baudruche, est un trille élevé continu, composé de cris et de gloussements qui durent plusieurs secondes. Le mâle et la femelle construisent ensemble un nid de terre dans la litière sèche dans lequel la femelle dépose les œufs que le mâle fertilise. Les œufs, qui sont humidifiés périodiquement par le mâle, éclosent neuf à quatorze jours après l'oviposition. Cinq à dix têtards sont ensuite portés sur le dos par le mâle pour être déposés dans un point d'eau dans lequel ils termineront leur métamorphose. Caldwell (1994) a observé qu'ils étaient parfois déposés à proximité d'un point d'eau utilisé par un autre amphibien, Agalychnis calcarifer. Après deux mois, les têtards, qui ont complété leur métamorphose, sont devenus des petites grenouilles de 12 mm de long.

## Distribution et habitat

Distribution géographique de Phyllobates lugubris au Nicaragua, au Costa Rica et au Panama.

Phyllobates lugubris se rencontre à l'extrême sud-est du Nicaragua, au Costa Rica et au nord-ouest du Panama (y compris l'archipel de Bocas del Toro),, à une altitude comprise entre 10 et 650 m. Cette espèce est relativement rare au Nicaragua, tandis qu'on peut la trouver régulièrement sur plusieurs sites dans les forêts de plaine caribéennes au Panama. Bien qu'elle ne soit visible que rarement au Costa Rica, sa population semble être abondante et stable, avec une présence rare au nord du pays et plus fréquente au sud. Elle vit généralement dans les forêts humides de plaine, mais aussi aux abords de celles de basse altitude. Au Costa Rica, à La Selva, elle a été observée dans la litière foliaire de forêts primaires et secondaires, à proximité de cours d'eau à faible courant.

## Découverte et taxinomie
Phyllobates lugubris est une espèce d'amphibiens de la famille des Dendrobatidae. L'origine du nom de genre Phyllobates dérive des termes grecs phyllo qui signifie « feuille » et bates qui veut dire « grimpeur », faisant référence au comportement de certains amphibiens de la famille des Dendrobatidae aux mœurs très arboricoles, pouvant évoluer sur les feuilles. L'épithète lugubris provient du latin et signifie « en deuil ». Il se réfère ainsi à la coloration foncée de cette grenouille dont les flancs, le dos et la gorge sont de couleur noire. En français, Phyllobates lugubris est également appelée « Phyllobate lugubre »,.
Cette espèce a été décrite en 1857 sous le protonyme Dendrobates lugubris à partir de l'holotype KM 1016/1347 découvert en Nouvelle-Grenade (actuel Panama), entre Bocas del Toro et le Volcán de Chiriquí, par le naturaliste allemand Eduard Oscar Schmidt.
En 1967, Jay Mathers Savage définit Phyllobates vittatus comme étant un synonyme de Phyllobates lugubris. Néanmoins, en 1976, Silverstone démontre qu'il s'agit de deux espèces distinctes. Il s'avère ainsi que plusieurs rapports de Savage faisaient référence à Phyllobates vittatus et non à Phyllobates lugubris, notamment sur la description des vocalisations et des têtards.

## Phyllobates lugubriset l'Homme

### Menaces et protection
L'Union internationale pour la conservation de la nature (UICN) considère qu'il s'agit d'une « espèce de préoccupation mineure » (LC). Les populations ne semblent pas être fragmentées. Phyllobates lugubris est néanmoins menacée par plusieurs facteurs tels que le déboisement (en raison des activités liées à l'exploitation du bois, du développement de l'agriculture intensive et de l'urbanisation), ainsi que l'emploi de divers engrais, pesticides et produits polluants, qui aboutit à la pollution de l'eau. Par ailleurs, au Costa Rica, cette espèce est capturée de façon illicite pour le commerce international des animaux de compagnie, mais cela ne constitue probablement pas une menace majeure, les quantités prélevées étant relativement faibles (Federico Bolaños pers. comm. 2007). Enfin, la présence du champignon chytride a été constatée sur des spécimens de Phyllobates lugubris dans des musées. Ce champignon est à l'origine d'une maladie infectieuse chez les amphibiens, la chytridiomycose, responsable de la mort de nombreuses espèces de grenouilles et de crapauds. Mais, l'impact actuel de ce pathogène sur les populations sauvages de Phyllobates lugubris n'est pas clairement défini. Les quantités de toxines étant faibles chez Phyllobates lugubris, elle n'est pas utilisée par les humains pour empoisonner des flèches en les frottant au préalable sur la peau, au contraire de certaines autres espèces du genre Phyllobates (Phyllobates terribilis, Phyllobates bicolor et Phyllobates aurotaenia).
Phyllobates lugubris figure dans l'annexe II de la CITES depuis le 22 octobre 1987. Selon Sunyer et al. (2009), elle est répertoriée dans trois aires protégées au Panama et dans trois autres au Costa Rica. On retrouve également cette espèce au Nicaragua au niveau de la Reserva de la Biosfera del Sureste de Nicaragua (Réserve de la biosphère du Sud-Est du Nicaragua).

### Élevage en captivité
L'élevage de Phyllobates lugubris est réglementé. Par exemple, selon la législation française, l'arrêté du 21 novembre 1997 définit le genre Phyllobates en tant qu'espèce considérée comme dangereuse. À ce titre, son élevage sur le territoire français est soumis à l'obtention d'un certificat de capacité et d'une autorisation d'ouverture d'établissement. En captivité, Phyllobates lugubris a besoin d'un environnement chaud et humide. La température doit être comprise entre 24 et 26 °C, avec des températures plus fraîches la nuit. Par ailleurs, l'humidité doit être comprise en moyenne entre 85 et 95 %. Son régime alimentaire se compose alors de drosophiles, de micro-grillons, de collemboles et de plancton des prés (petits insectes récoltés dans des champs et des pâturages à l'aide d'un filet à papillons ou d'une épuisette à fines mailles).

## Publication originale
- Schmidt, 1857 : Diagnosen neuer frösche des zoologischen cabinets zu krakau. Sitzungberichte der Mathematisch-Naturwissenschaftlichen Classe der Kaiserlichen Akademie der Wissenschaften, vol. 24, p. 10–15 (texte intégral).